# Клада

Кладами являются группы, отмеченные синим и красным цветами. Зелёная и синяя группы вместе, в свою очередь, тоже образуют кладу

Кла́да (от греч. κλάδος «ветвь, ответвление»; англ. clade) — группа организмов, содержащая общего предка и всех его прямых потомков. Термин используется в филогенетике.
В русскоязычной литературе встречается также другой вариант транслитерации этого слова — «клад».
Любая клада рассматривается как монофилетическая группа организмов и может быть изображена с помощью кладограммы (диаграммы происхождения организмов в форме дерева, «родословной»).
На начальном этапе кладистического анализа утверждение о том, что данная группа организмов представляет собой кладу, выдвигается первоначально как научная гипотеза об эволюционных взаимоотношениях между организмами, участвующими в анализе. Данная гипотеза может быть поддержана или опровергнута последующим анализом, использующим другой набор данных.
Если гипотеза о монофилии группы оказывается поддержанной в различных кладистических исследованиях, использующих разные наборы данных, данной группе может быть придан статус таксона. Не все таксоны, которые используются в настоящий момент, соответствуют кладам (пресмыкающиеся, например, — парафилетическая группа, потому что она не включает птиц, которые тоже эволюционировали от общего предка рептилий). Однако в кладистике — в отличие от эволюционной таксономии — одной из приоритетных целей провозглашается такая реорганизация таксонов, чтобы они по возможности точно соответствовали кладам.